# Philibert de Gramont

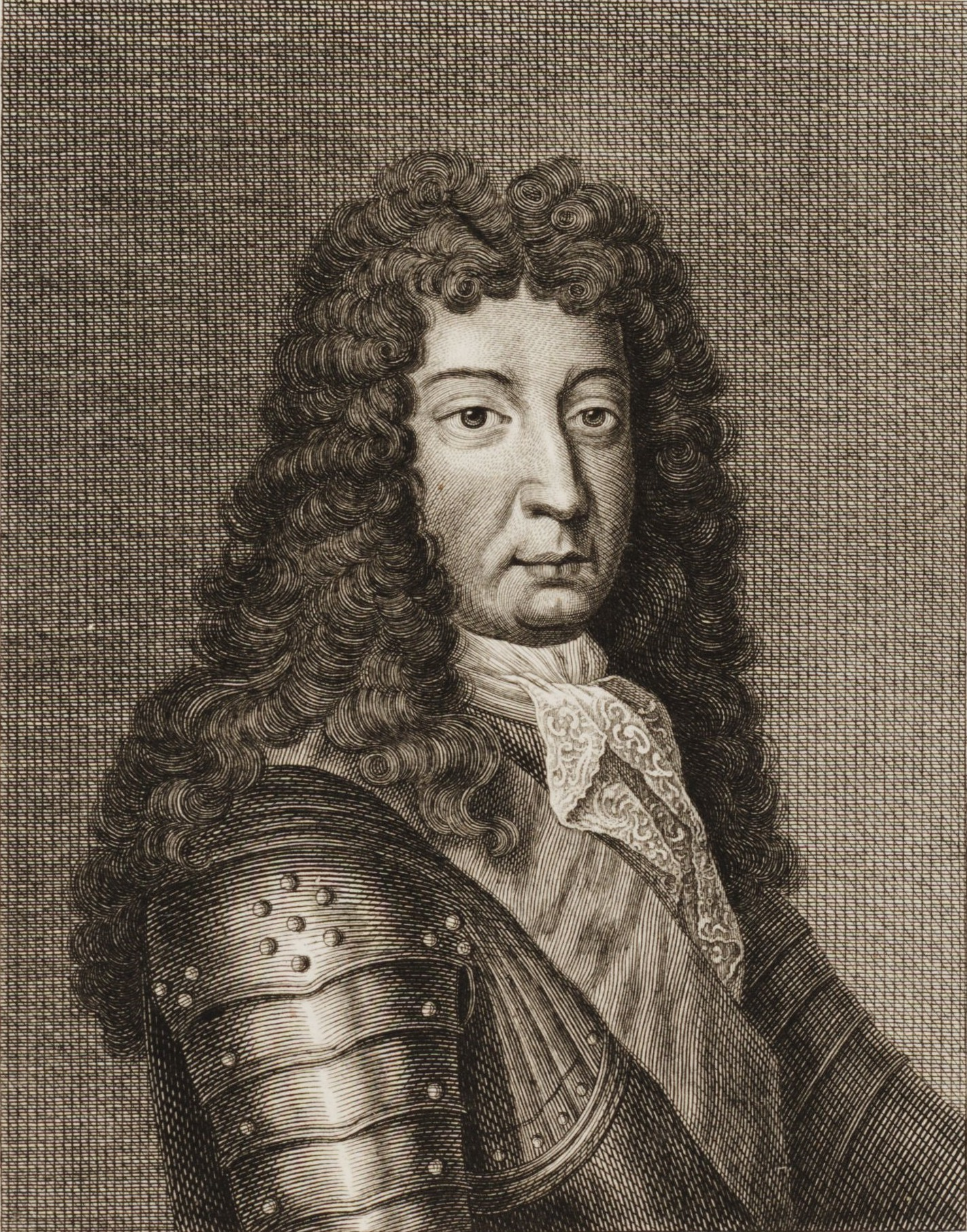
Porträt Philibert de Gramonts

Philibert de Gramont (* 1621; † 30. Januar 1707), seit 1679 comte de Toulongeon, war ein französischer Offizier, Hof- und Edelmann am Hof Ludwigs XIV. Er wurde vor allem durch seine Liebesabenteuer bekannt und hinterließ Memoiren, die ein wertvolles Bild vom Hofleben im 17. Jahrhundert geben.

## Leben
Philibert war ein Sohn Antoines II. de Gramont und ein jüngerer Halbbruder des Marschalls Antoine III. de Gramont aus dem Adelsgeschlecht Gramont.
Er war von Jugend an für den geistlichen Stand bestimmt, „war aber zur Annehmung desselben nicht zu bewegen, sondern vielmehr denen Wollüsten, und vornemlich dem Spiele, aufs äußerste ergeben“ (Zedler, 1733). Er trat in die Armee ein, diente zunächst unter Condé, zu dessen Partei er während der Fronde gehörte, und danach unter dem Marschall Turenne. Er nahm 1643 an der Belagerung von Trino und in den folgenden Jahren in den Schlachten bei Freiburg im Breisgau, Nördlingen, Lens und der Aufgabe der Belagerung von Arras teil, stieg aber nicht auf, da der Kardinal Mazarin ihm nicht wohlgesinnt war. 1654 versöhnte er sich mit dem französischen Königshof und wurde darauf zu einem der wichtigsten Mitglieder.
1662 wurde Gramont vom Hof verwiesen, weil er eine Liaison mit der Mademoiselle de La Mothe-Houdancourt, auf die der König selbst ein Auge geworfen hatte, nicht beenden wollte. Gramont begab sich nach England an den Hof König Charles II., wo er ebenfalls großes Ansehen genoss. In England heiratete er Elizabeth Hamilton, die Tochter Sir George Hamiltons, 1. Baronet of Donalang, und Enkelin James Hamiltons, 1. Earl of Abercorn, mit der er 1664 nach Frankreich zurückkehrte. Nachdem er sich abermals mit den französischen Hof ausgesöhnt hatte, begleitete er den König 1668 in die Franche-Comté, 1672 in die Niederlande und nahm an den Belagerungen von Maastricht, Cambrai und Namur teil.
Der Graf von Toulongeon, sein Bruder Henri († 1679), setzte ihn zum Erben ein und der König machte ihn zum Lieutenant-général (Generalstatthalter) von Béarn. Diese Würde trat Gramont später seinem Vetter, dem Marquis de Feuquières ab.
Gramont starb im 86. Lebensjahr.

## Nachkommen
Aus der Ehe mit Elizabeth Hamilton († 3. Juni 1708) gingen zwei Töchter hervor:
1. Claude-Charlotte de Gramont († 1739); heiratete 1694 Henry Howard, 1st Earl of Stafford
2. Marie Elizabeth de Gramont (1667–1706); Ordensfrau, Äbtissin von Sainte-Marine-de-Poussay

## Werke
Philibert de Gramont hinterließ Mémoires du chevalier de Gramont, die von seinem Schwager Anthony Hamilton bearbeitet und 1713 in London, und erneut von Sainte-Beuve 1866 in Paris, herausgegeben wurden.
Deutsche Übertragung: Der Chevalier von Gramont. Hamiltons Memoiren und die Geschichte. [Übersetzt und herausgegeben] von Karl Federn. 2 Bände. München, Georg Müller 1911